# إيفون مونتيرو
إيفون مونتيرو (بالإسبانية: Ivonne Montero)‏ هي ممثلة مكسيكية، ولدت في 25 أبريل 1974 في مدينة مكسيكو في المكسيك.

## وصلات خارجية
- الموقع الرسمي
- إيفون مونتيرو على موقع IMDb (الإنجليزية)
- إيفون مونتيرو على موقع أول موفي (الإنجليزية)
- إيفون مونتيرو على موقع قاعدة بيانات الفيلم (الإنجليزية)